# Ejército de Modlin
El Ejército de Modlin (en polaco: Armia Modlin) fue uno de los ejércitos polacos que lucharon durante la invasión alemana de 1939 al inicio de la Segunda Guerra Mundial. Tras graves pérdidas en la batalla de Mlawa (del 1 al 3 de septiembre), el Ejército se vio forzado a abandonar sus posiciones cerca de Varsovia hacia el 10 de septiembre. Tomó parte en la batalla de Tomaszów Mazowiecki (del 21 al 26 de septiembre) y se rindió después.

## Misión
Llamado así en honor al Fuerte Modlin (en donde inicialmente estuvo su cuartel general), se creó oficialmente el 23 de marzo de 1939, con la misión de defender Varsovia y la ciudad de Plock de un ataque desde el norte. Se situó en las líneas fortificadas que existían a lo largo de la frontera con Prusia del Este, cerca de Mlawa, y se suponía que ante una invasión alemana se retiraría de forma ordenada hacia la segunda línea defensiva situada sobre los ríos Narew y Vistula.

## Historia
Cuando los alemanes atacaron al Ejército de Modlin el 3 de septiembre no estaba finalizada la lína fortificada de la frontera. Además, alguna de sus unidades (como la brigada de caballería Mazowiecka) habían llegado a sus zonas asignadas el 30 de agosto.
Durante la batalla por la frontera (en especial tras la batalla de Mlawa del 1 al 3 de septiembre), el Ejército de Modlin fue empujado por el Tercer Ejército alemán hacia los ríos Narew y Bug. Se recibió el refuerzo del Grupo Operativo Wyszków (general Wincenty Kowalski), pero no fue suficiente para detener la ofensiva alemana y tuvo que seguir retirándose. Finalmente, hacia el 10 de septiembre, el Ejército abandonó sus posiciones cerca de Varsovia. Algunas de sus unidades, como la 20 división de infantería, permaneció en la capital y se unión al Ejército de Varsovia, luchando el la defensa final de la capital. Otras unidades se retiraron al sureste, hacia el punto fuerte que se los mandos polacos querían crear junto a la frontera rumana en torno a Leópolis, y lucharon en la batalla de Tomaszów Lubelski (del 21 al 26 de septiembre), en donde la mayoría de las tropas tuvieron que rendirse.

## Organización
El Ejército estaba comandado por el general de brigada Emil Krukowicz-Przedrzymirski; su jefe de Estado Mayor era el coronel Stanisław Grodzki.
Estaba formado por 2 divisiones de infantería (la 8 y la 20) y 2 brigadas de caballería (Nowogródzka y Mazowiecka), apoyadas por 180 piezas de artillería, 12 piezas antiaéreas y 1 tren blindado.
Como apoyo aéreo tenía la 152ª escuadrilla de caza (con 9 PZL P.11c y 1 P.11a), la 41.ª escuadrilla de ataque (con 8 PZL P.23B), la 53.ª escuadrilla de reconocimiento (con 7 RWD 14 y 2 RWD 8), la sección de enlace nº11 (5 RWD 8 y 1 R.XIII) y 1 RWD 8 de la II División de caza.